# Slaget vid Mohács (1526)
Slaget vid Mohács (ungerska: mohácsi csata eller mohácsi vész; turkiska: Mohaç Savaşı eller Mohaç Meydan Savaşı; kroatiska: Bitka na Mohačkom polju) utkämpades den 29 augusti 1526 nära Mohács i Ungern. I slaget besegrades Kungariket Ungerns styrkor som leddes av kung Ludvig II av Ungern och Böhmen av styrkor från Osmanska riket ledda av sultan Süleyman I.
Den osmanska segern ledde till en delning av Ungern under flera århundraden mellan det Osmanska riket, den Habsburgska monarkin och Furstendömet Transsylvanien. Ludvig II:s död medan han flydde striden markerade slutet på Jagellonska ätten i Ungern och Böhmen, vars dynastiska anspråk togs upp av Habsburgarna via giftermålet av Ludvigs syster.

## Historia
Den ungerske kungen Ludvig II hade en armé på över 25 000 man som vid Mohács väntade in den osmanska armén, vilken var dubbelt så stor och som leddes av Süleyman I. Det osmanska rikets överlägsenhet i antal soldater ledde till slut till nederlag för Ludvig som dödades i slaget. Süleyman beordrade att inga fångar skulle tas.
Efter Belgrads fall 1521 rustade turkarna, under sultan Suleiman I den magnifike, armén ytterligare och 1526 vågade man ta det avgörande steget då man bröt in i det ungerska rikets kärnland med en enorm här om cirka 100 000 man. För att möta det oprovocerade anfallet hade Ludvig II av Ungern kanske bara 20 000-25 000 man, huvudsakligen bestående av bondesoldater. Stora delar av den ungerska och siebenbürgska adeln höll sig på avstånd då man fruktande den turkiska stormakten och Sigismund I av Polen som lovat komma sin ungerske frände till undsättning, var alltför senfärdig med att sända förstärkningar och därför fick Ludvig slåss ensam. Slaget inleddes med en ungersk framgång när de turkiska vasalltrupperna från Rumelien drevs på flykt och den ungerska huvudstyrkan anföll utmed hela linjen. Suleiman lät sina trupper falla tillbaka i en båge och när ungrarna såg ut att ha segern i sin hand föll de överlägsna turkarna över ungrarna från mitten och flankerna. Efter en ursinnig strid, där turkarna utnyttjade sitt moderna artilleri i massverkanseld, drevs ungrarna från slagfältet i största förvirring. Kung Ludvig, sju biskopar, flera hundra ungerska, böhmiska och kroatiska adelsmän, 500 tyska landsknektar och kanske så många som 10 000 bondesoldater låg kvar på slagfältet. Turkarnas förluster uppgick till mellan 500 och 1 000 man döda och kanske lika många sårade.
På kort sikt innebar segern att turkarna intog Buda och Pest och att Suleiman tillsatte en lydkonung över det ungerska riket, Johan Zápolya, medan kejsar Ferdinand I av det Heliga Tysk-Romerska riket, som anförvant till den döde Ludvig, hävdade sina tronanspråk på Ungern och Böhmen. På längre sikt blev slagets konsekvenser en tragedi för Ungern, som sedan var under turkisk ockupation fram till efter slaget vid Zenta i september 1697.
Platsen för slaget upptäcktes 1975 varefter utgrävningar genomfördes och flera massgravar hittades. En minnespark byggdes på platsen och invigdes 1986, till 460-årsminnet av slaget.

## Galleri

Tältduk till turkiskt tält, krigsbyte från Slaget vid Mohács - Livrustkammaren
Balja till pansarstickare, krigsbyte från Slaget vid Mohács - Livrustkammaren
Turkiskt tält, krigsbyte från Slaget vid Mohács - Livrustkammaren